# حركة مرور الويب
حركة مرور الويب (بالإنجليزية: Web Traffic)‏ هي كمية البيانات التي أرسلها أو استقبلها زوار موقع ويب. ويتحدد بعدد زوار الموقع وعدد الصفحات التي يزورونها. عادةً ما تراقب المواقع المرور الداخل إليها (بالإنجليزية: incoming)‏ والخارج منها (بالإنجليزية: outcoming)‏ كي تعرف أي من صفحاتها أو الأجزاء من صفحاتها هي الأكثر شهرة، ولتعرف ما هي الاتجاهات الشائعة للمستخدمين في استخدام الموقع، كأن تكون مثلاً إحدى الصفحات هي الأكثر زيارة من سكان بلد معين. وتوجد العديد من الطرق لمراقبة هذا المرور. تساعد البيانات المجموعة من عملية المراقبة في هيكلة الموقع وتحديد المشاكل الأمنية أو الحاجة إلى معدل نقل بيانات معين.
فمثلاً لديك صفحة بها 10 صور حجم كل صورة 80 ك.ب ودخل هذه الصفحة 40 زائر فان كمية الباندويدث المستهلكة تساوي 10*80*40 وتساوي 32000 ك.ب أي 32 ميجا.
تعرض بعض الشركات نموذجاً دعائياً بحيث يدفع العميل بحسب مساحة الشاشة المعروضة وذلك عند تحقيق مرور (عدد زائرين) أعلى.
عادةً ما تحاول المواقع زيادة المرور لديها عن طريق إضافة محركات بحث وعن طريق استمثال محركات البحث أيضاً.

## تحليل مرور الويب
تحليل الويب هو قياس سلوك مستخدمي موقع معين. وفي الإطار التجاري تشير هذه الكلمة إلى أي من جوانب الموقع تساعد في تحقيق الأهداف المرجوة من التسويق الإلكتروني الخاص به، فمثلاً قد تشجع بعض الصفحات المزائرين على شراء أشياء معينة من الموقع.
من أهم برمجيات تحليل الويب:
- آي‌ بي‌ إم ويب سفير كومرس IBM WebSphere Commerce
- أومنتشر Omniture
- جوجل أناليتكس
- ويب تريندز Webtrends

## قياس مرور الويب

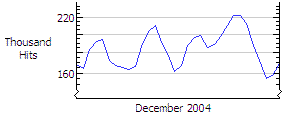
رسم توضيحي لمرور الويب في ويكيبيديا في ديسمبر 2004

يقاس مرور الويب لمعرفة شهرة المواقع أو صفحات موقع أو أجزاء منها.
ويمكن تحليل مرور الويب برؤية إحصائيات المرور الموجودة في سجلات خادوم الويب، والتي تحوي قائمة بكل الصفحات التي تمت زيارتها
.
يمكن مراقبة التطبيقات خارج الموقع عن طريق إضافة أجزاء إتش تي إم إل صغيرة في كل صفحة في الموقع.
أحياناً يتم قياس مرور الويب عن طريق تحسس الباكتات (بالإنجليزية: packet sniffing)‏ والحصول على نماذج عشوائية من بيانات المرور والتي يمكن منها استكمال معلومات مرور الويب كاستخدام عام للإنترنت.
يتم جمع الأنواع التالية من المعلومات عند مراقبة مرور الويب:
- عدد زائري الموقع
- متوسط عدد الصفحات التي يزورها كل زائر - فإذا كان هذا رقما كبيراً دل على أن المستخدمين عادةً ما يتفحون بعمق داخل الموقع
- متوسط مدة الزيارة - فكلما كان الوقت الذي يمكثه الزوار في موقعك كلما كان كانوا أكثر اهتماماً بشركتك
- متوسط مدة الصفحة - كم من الوقت يمكث المستخدم في الصفحة. فكلما كانت هذه المدة أكبر كلما كانت تلك الصفحة أفضل للشركة
- فئات مجالات الإنترنت - كل المستويات من معلومات عنوان الآي بي المطلوبة لتقديم صفحات الويب
- أوقات الذروة - أكثر الأوقات التي تتم زيارة الموقع فيها تدل على أنسب الأوقات للقيام بالحملات الدعائية وتدل على أنسب الأوقات للقيام بعمليات الصيانة
- الصفحات الأكثر طلباً - هي الصفحات الأكثر شهرةً
- صفحات البداية الأكثر طلباً - صفحة البداية هي الصفحة التي يبدأ منها المستخدم زيارته للموقع، وتدل على أي الصفحات جذباً للزوار
- أكثر الصفحات التي يغادر منها المستخدمون الموقع - قد يفيد ذلك في معرفة الصفحات العطوبة أو الروباط المكسورة.
- أكثر المسارات استخداماً - المسار هو تسلسل الصفحات التي يزورها الزائر من بداية زيارته إلى نهايتها، ويدل على كيفية تصفح الزائرين للموقع

بعض المواقع مثل أليكسا إنترنت تحسب تقييمات لمرور المواقع وإحصائيات مبنية على المستخدمين الذين يستخدمون شريط أدوات أليكسا. لكن عيب هذه الطريقة أنها لا تعطي صورة شاملة لمرور موقع ما. المواقع الكبيرة عادة ما تستأجر خدمات من شركات مثل Nielsen Ratings نسخة محفوظة 23 يونيو 2008 على موقع واي باك مشين.، لكن استخدام تلك الخدمات يتطلب دفع اشتراك.

## التحكم في مرور الويب
كمية المرور التي تصل إلى أحد المواقع هي مقياس لشهرته. فعن طريق تحليل إحصائيات الزوار يمكن رؤية نقاط ضعف الموقع وتحسينها. ومن الممكن أيضاً زيادة (وفي بعض الحالات إنقاص) شهرة الموقع وعدد الأشخاص الذين يزورونه.

## تحديد الوصول
من المهم في بعض الأحيان حماية بعض أجزاء من الموقع باستخدام كلمة المرور، فنسمح للأشخاص ذوي الصلاحية فقط زيارة بعض أجزاء من الموقع أو بعض الصفحات.

## العلاقة بين كمية الباندويدث واستيعاب الزوار
كلما زادت كمية الباندويدث المحددة للموقع كلما زادت قدرة الموقع على استيعاب عدد الزوار الضخم، وأيضا ستزيد سرعة الموقع بكثير، فمثلا عمارة سكنيه يقطنها عدد كبير من الأشخاص ولا تحتوي إلا على مصعد واحد فان عملية الصعود والنزول في المصعد ستكون صعبه للغايه وهذا يمثل مساحة الباندويث القليله اما إذا كان في العمارة مثلا أربعة مصاعد فان الصعود والنزول بين الطوابق سيكون سهل وغير متعب وهذا يمثل كمية الباندويث العالية.
هناك شيء آخر أيضا فمثلا إذا قمت بتحميل صورة على موقعك وتم طرح الصورة في أكثر من موقع فتخيل عدد الأشخاص الذين سيشاهدون الصورة وكم كيمة الباندويدث التي ستستهلك.

## حماية باندويدث موقعك
هناك عدة طرق لحماية باندويدث موقعك من الاستهلاك الخارجي بواسطة أوامر تضعها في ملف إتش تي أكسيس داخل موقعك. مثل حماية الصور بصوره ثابته أنت تحددها فمثلا عندما تقوم بأخذ صورة من المدونه وتضعها في موقع اخر ستشاهد صوره أخرى تحذيريه تفيد بان الصورة محفوظة لـ المدونه. وكذلك عندما تضع رابط ملف تحميل في أي موقع سيتم تحويل من يضغط على وصلة التحميل إلى المدونه مباشره.